# پترووکی
پترووکی (به چکی: Petrůvky) یک ناحیه در جمهوری چک است که در منطقه تربیچ واقع شده‌است. پترووکی ۳٫۸۶ کیلومتر مربع مساحت و ۹۰ نفر جمعیت دارد و ۵۰۳ متر بالاتر از سطح دریا واقع شده‌است.